# Entrelacs (théorie des nœuds)
En théorie des nœuds, un entrelacs est un enchevêtrement de plusieurs nœuds. L'étude des entrelacs et des nœuds est liée, plusieurs invariants s'interprétant plus naturellement dans le cadre général des entrelacs, au moyen notamment des relations d'écheveau.

## Définition

### Entrelacs
Un entrelacs est la donnée d'un plongement d'une ou plusieurs copies du cercle S1 dans ℝ3 ou dans S3, appelées ses composantes, ou ses boucles. Deux entrelacs sont considérés équivalents lorsqu'ils sont identiques à isotopie près.
En particulier, l'entrelacs trivial correspond à deux copies disjointes de S1. Un entrelacs est dit « véritablement noué » s'il n'est pas isotope à l'entrelacs trivial, et il s'agit d'un véritable entrelacs s'il n'est pas l'union disjointe de deux nœuds. 
Les entrelacs étudiés sont généralement les entrelacs réguliers, c'est-à-dire tels que chacune de ses composantes est un nœud, mais il existe également une notion d'entrelacs singuliers. On demande en plus que ces nœuds ne soient pas sauvages. Un entrelacs à une seule composante est alors exactement un nœud.

Entrelacs trivial
Entrelacs de Hopf (deux boucles, deux croisements)
Nœud de Salomon (deux boucles, quatre croisements)
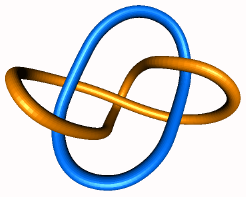
Entrelacs de Whitehead (deux boucles, cinq croisements)
Anneaux borroméens (trois boucles, six croisements)
Entrelacs brunnien à 18 croisements
Entrelacs brunnien à 6 composantes

Puisqu'on peut orienter un nœud, on peut orienter chaque composante d'un entrelacs, et les isotopies sont censées respecter cette orientation.

### Entrelacs premiers et classification
De manière analogue aux nœuds, il existe une notion d'entrelacs premier. Un entrelacs est dit premier s'il n'est pas somme connexe d'autres entrelacs. L'entrelacs trivial, l'entrelacs de Hopf, celui de Whitehead et les anneaux borroméens sont premiers.
Un entrelacs donné possède un nombre fini de facteurs, uniques (à changement d'ordre près)
Une première classification des entrelacs premiers a été publiée en 1976 par Rolfsen. Les entrelacs y sont désignés par la notation {\displaystyle c_{k}^{n}} avec c le nombre de croisements de l'entrelacs, n le nombre de composantes et k un indice indiquant sa position parmi les entrelacs ayant même nombre de croisements. Cette notation peut se voir comme une extension naturelle de la notation d'Alexander-Briggs. Par exemple, le nœud de trèfle est noté 31 et l'entrelacs de Whitehead est noté {\displaystyle 5_{1}^{2}}. Une notation alternative est {\displaystyle c-nk} ; par exemple l'entrelacs de Whitehead est identifié par la notation 05-0201. 
Les dernières classifications de nœuds et d'entrelacs comptent plusieurs millions d'entrées.

## Invariants d'entrelacs
La classification des entrelacs est moins aisée que celle des nœuds. Certaines propriétés s'étendent naturellement aux entrelacs, comme l'existence d'une surface de Seifert, donc d'un genre ; d'autres en revanche cessent de s'appliquer. Par exemple, deux entrelacs distincts peuvent avoir un même complément, alors que c'est impossible pour les nœuds. 
Le premier invariant d'entrelacs est naturellement le nombre de composantes qui le constituent, mais il ne permet pas de distinguer entre deux nœuds. D'autres invariants simples incluent :
- L'enlacement (qui ne permet pas de distinguer le nœud trivial de l'entrelacs de Whitehead) ;
- Le nombre de croisements, c'est-à-dire le nombre minimal de croisements qu'un diagramme de l'entrelacs peut avoir ;
- Le genre ;
- La tricolorabilité.

Ces invariants sont largement inefficaces pour distinguer les entrelacs, et de plus ne sont pas forcément aisément calculables. On leur préfère les invariants polynomiaux ou, mieux encore, les invariants de Vassiliev, qui sont des avatars de l'intégrale de Kontsevich.

### Théorème d'Alexander et mots de tresses
Le théorème d'Alexander stipule que tout entrelacs est représentable par une tresse fermée. Si l'entrelacs possède n composantes, on peut décrire la tresse par la suite des permutations qui la caractérisent. On fait cela en donnant un mot constitué des symboles {\displaystyle \sigma _{i}^{\pm 1}}, où l'indice i parcourt l'ensemble {1, …, n- 1 } et où le signe indique s'il s'agit d'une permutation positive (le brin i passe au-dessus du brin i + 1) ou négative (le brin i passe au-dessous du brin i + 1). Lorsque plusieurs permutations sur un même brin se suivent, on contracte l'écriture :
{\displaystyle \sigma _{i}^{s_{1}}\sigma _{i}^{s_{2}}\cdots \sigma _{i}^{s_{k}}=\sigma _{i}^{\sum _{j=1}^{k}s_{j}}}
Quelques exemples de mots de tresses :
- Entrelacs de Hopf : {\displaystyle \sigma _{1}^{2}}
- Anneaux borroméens : {\displaystyle (\sigma _{1}^{-1}\sigma _{2})^{3}}
- Entrelacs de Whitehead : {\displaystyle \sigma _{1}\sigma _{2}^{-1}\sigma _{1}\sigma _{2}^{-2}}

Le mot ainsi constitué n'est pas unique, mais il est possible de reconnaître deux telles présentations d'un même entrelacs : en effet le problème du mot est décidable dans les groupes de tresses, et on dispose d'un algorithme dû à Markov,. Par exemple, une autre présentation de l'entrelacs de Whitehead est {\displaystyle \sigma _{1}^{2}\sigma _{2}^{2}\sigma _{1}^{-1}\sigma _{2}^{-2}}

### Déterminant et signature
La matrice de Seifert d'un entrelacs n'est pas un invariant (puisqu'en particulier la surface de Seifert n'est pas unique). En revanche, on peut définir à partir d'elle deux quantités numériques qui, elles, le sont.
Si L est un entrelacs (orienté) et F une surface de Seifert de L, de matrice de Seifert M, on définit
{\displaystyle \mathrm {det} (L)=\left|\mathrm {det} (M+M^{\mathrm {T} })\right|}
{\displaystyle \sigma (L)=\sigma (M+M^{\mathrm {T} })}
le déterminant et la signature de l'entrelacs. Ce sont des invariants d'entrelacs, qui ne dépendent que de L. De plus, si un entrelacs L peut être factorisé en L1#L2, on a 
{\displaystyle \mathrm {det} (L_{1}\#L_{2})=\mathrm {det} (L_{1})\cdot \mathrm {det} (L_{2})}
{\displaystyle \sigma (L_{1}\#L_{2})=\sigma (L_{1})+\sigma (L_{2})}

### Polynôme d'Alexander
Le polynôme d'Alexander est défini sur les entrelacs (à partir d'une matrice de Seifert), et on a notamment pour un entrelacs L à n composantes :
{\displaystyle \Delta _{L}(-x)=(-1)^{n-1}\Delta _{L}(x)=\Delta _{L}(x^{-1})}
{\displaystyle \Delta _{L}=(-1)^{n+1}\Delta _{l^{*}}}
{\displaystyle |\Delta _{L}(\pm i)|=\mathrm {det} (L)}
avec i2 = -1 et L* l'image de L dans un miroir. 
Si L possède plus d'une composante, {\displaystyle \Delta _{L}(1)=0}, et on a 
{\displaystyle \Delta _{L_{1}\#L_{2}}=\Delta _{L_{1}}\Delta _{L_{2}}}
Le polynôme d'Alexander est un invariant des entrelacs orientés.

### Polynôme de Kauffman
Louis Kauffman a introduit en 1987 un invariant d'entrelacs, qui s'identifie (une fois normalisé convenablement) au polynôme de Jones, et permet de l'interpréter comme invariant quantique (en). 

#### Polynôme crochet
Soit D un diagramme non orienté d'entrelacs. On appelle polynôme crochet de D le polynôme de Laurent {\displaystyle \langle D\rangle }, d'indéterminée A, défini par les axiomes :
- {\displaystyle \langle 0_{1}^{1}\rangle =1} ;
- {\displaystyle \langle D\sqcup 0_{1}^{1}\rangle =\delta } où {\displaystyle \sqcup } signifie la somme disjointe et où {\displaystyle \delta (A)=-A^{-2}-A^{2}} ;
- {\displaystyle \langle D_{+}\rangle =A\langle D_{0}\rangle +A^{-1}\langle D_{\infty }\rangle }, où {\displaystyle D_{+}}, {\displaystyle D_{0}} et {\displaystyle D_{\infty }} sont les diagrammes correspondant aux variations locales d'écheveau[14]

Le polynôme crochet de n cercles disjoints est {\displaystyle \delta ^{n-1}}. On peut alors utiliser les mouvements de Reidemeister et les relations d'écheveau pour assembler un entrelacs donné à partir de ces cercles. Cependant, le polynôme crochet sous cette forme n'est pas invariant par le premier mouvement de Reidemeister (il l'est pour les deux autres mouvement), il faut imposer une normalisation pour en faire un invariant d'entrelacs.

#### Polynôme normalisé et polynôme de Jones
Soit D un diagramme orienté, et |D| le diagramme D sans son orientation, le polynôme crochet normalisé (ou polynôme de Kauffman) de D est 
{\displaystyle {\overline {\langle D\rangle }}=(-A^{-3})^{w(D)}\langle |D|\rangle }.
où w désigne l'entortillement du diagramme.
C'est un invariant des entrelacs orientés, et en fait il s'identifie au polynôme de Jones par un changement de variable :
{\displaystyle V_{L}(A^{-4})={\overline {\langle D\rangle }}(A)}
On pose donc désormais {\displaystyle t=A^{-4}}.
Si on note {\displaystyle 0_{1}^{n}} l'entrelacs trivial à n composantes, on a 
{\displaystyle V(0_{1}^{n})=\left(-t^{\frac {1}{2}}-t^{-{\frac {1}{2}}}\right)^{n-1}}
Puisque c'est un invariant, on peut à partir des relations d'écheveau calculer le polynôme de Jones d'un entrelacs quelconque.
Le polynôme de Jones est strictement plus fin, comme invariant d'entrelacs orientés, que le polynôme d'Alexander. Cependant, il existe des entrelacs que le polynome de Jones ne distingue pas entre eux, voire ne distingue pas de l'entrelacs trivial.